# Лейк (округ, Огайо)
Шаблон:StateAbbr_ 41°49′ пн. ш. 81°14′ зх. д. / 41.82° пн. ш. 81.24° зх. д.
Округ Лейк (англ. Lake County) — округ (графство) у штаті Огайо, США. Ідентифікатор округу 39085.

## Історія
Округ утворений 1840 року.

## Демографія
За даними перепису
2000 року
загальне населення округу становило 227511 осіб, зокрема міського населення було 209532, а сільського — 17979.
Серед мешканців округу чоловіків було 110531, а жінок — 116980. В окрузі було 89700 домогосподарств, 62564 родин, які мешкали в 93487 будинках.
Середній розмір родини становив 3,03.
Віковий розподіл населення поданий у таблиці:
| Стать    | До 15 років | 15-21 | 22-29 | 30-39 | 40-49 | 50-65 | 65-85 | Понад 85 |
| -------- | ----------- | ----- | ----- | ----- | ----- | ----- | ----- | -------- |
| Чоловіки | 23142       | 9998  | 10116 | 17044 | 18597 | 18503 | 12233 | 898      |
| Жінки    | 22329       | 9254  | 10052 | 17362 | 19129 | 19941 | 16467 | 2446     |

## Суміжні округи
- Ештабула — схід
- Ґоґа — південь
- Каягога — південь/захід

## Виноски
1. ↑  U.S. Decennial Census. United States Census Bureau. Архів оригіналу за 26 квітня 2015. Процитовано 8 лютого 2015.
2. ↑  Historical Census Browser. University of Virginia Library. Архів оригіналу за 11 серпня 2012. Процитовано 8 лютого 2015.
3. ↑  Forstall, Richard L., ред. (27 березня 1995). Population of Counties by Decennial Census: 1900 to 1990. United States Census Bureau. Архів оригіналу за 14 лютого 2015. Процитовано 8 лютого 2015.
4. ↑  Census 2000 PHC-T-4. Ranking Tables for Counties: 1990 and 2000 (PDF). United States Census Bureau. 2 квітня 2001. Архів оригіналу (PDF) за 18 грудня 2014. Процитовано 8 лютого 2015.
5. ↑  State & County QuickFacts. United States Census Bureau. Архів оригіналу за 6 серпня 2011. Процитовано 8 лютого 2015.(англ.) Наведено за англійською вікіпедією.
6. ↑  American FactFinder. Бюро перепису населення США. Архів оригіналу за 26 лютого 2012. Процитовано 31 січня 2008.

| США | Це незавершена стаття з географії США. Ви можете допомогти проєкту, виправивши або дописавши її. |